# Le Secours fou
Pour plus de détails, voir Fiche technique et Distribution.
Le Secours fou (Сумасшедшая помощь) est un film russe réalisé par Boris Khlebnikov, sorti en 2009,.

## Fiche technique
- Photographie : Chandor Berkechi
- Décors : Olga Khlebnikova, Svetlana Mikhaïlova
- Montage : Ivan Lebedev